# Spicken
Spicken, insaltad, torkad och/eller rökt, till exempel om korv (spickekorv), sill (spicken sill) och skinka.

## Läs mer
- Torkning
- Saltning